# ابوزید کاشانی

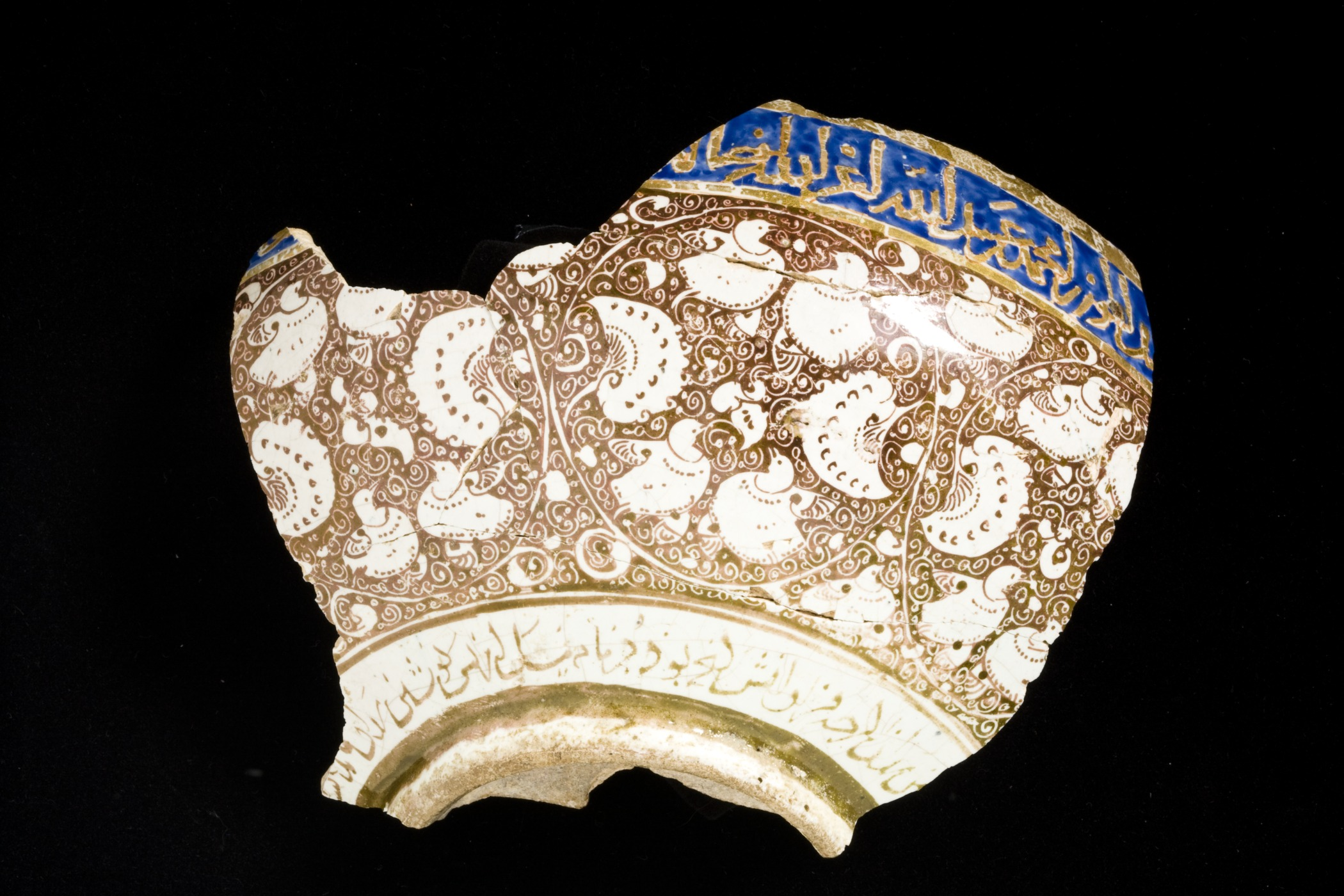
نگاره‌ای از یک‌سفالینه، اثری از ابوزید کاشانی

سید شمس‌الدین بن محمد بن أبی زید حسنی کاشانی معروف به ابوزید کاشانی (فعال در ۱۱۸۶ — ۱۲۱۹، کاشان) سفالگر، نگارگر، خوشنویس و شاعر ایرانی بود. ابوزید از مشهورترین هنرمندان سفالگر پیش از مغول است. او در کاشی‌کاری حرم امام رضا در مشهد و حرم فاطمهٔ معصومه در قم، با محمد بن ابی طاهر همکاری داشته‌است. بخش میانی محراب معروف حرم امام رضا ساختهٔ اوست.

## آثار امضاشده

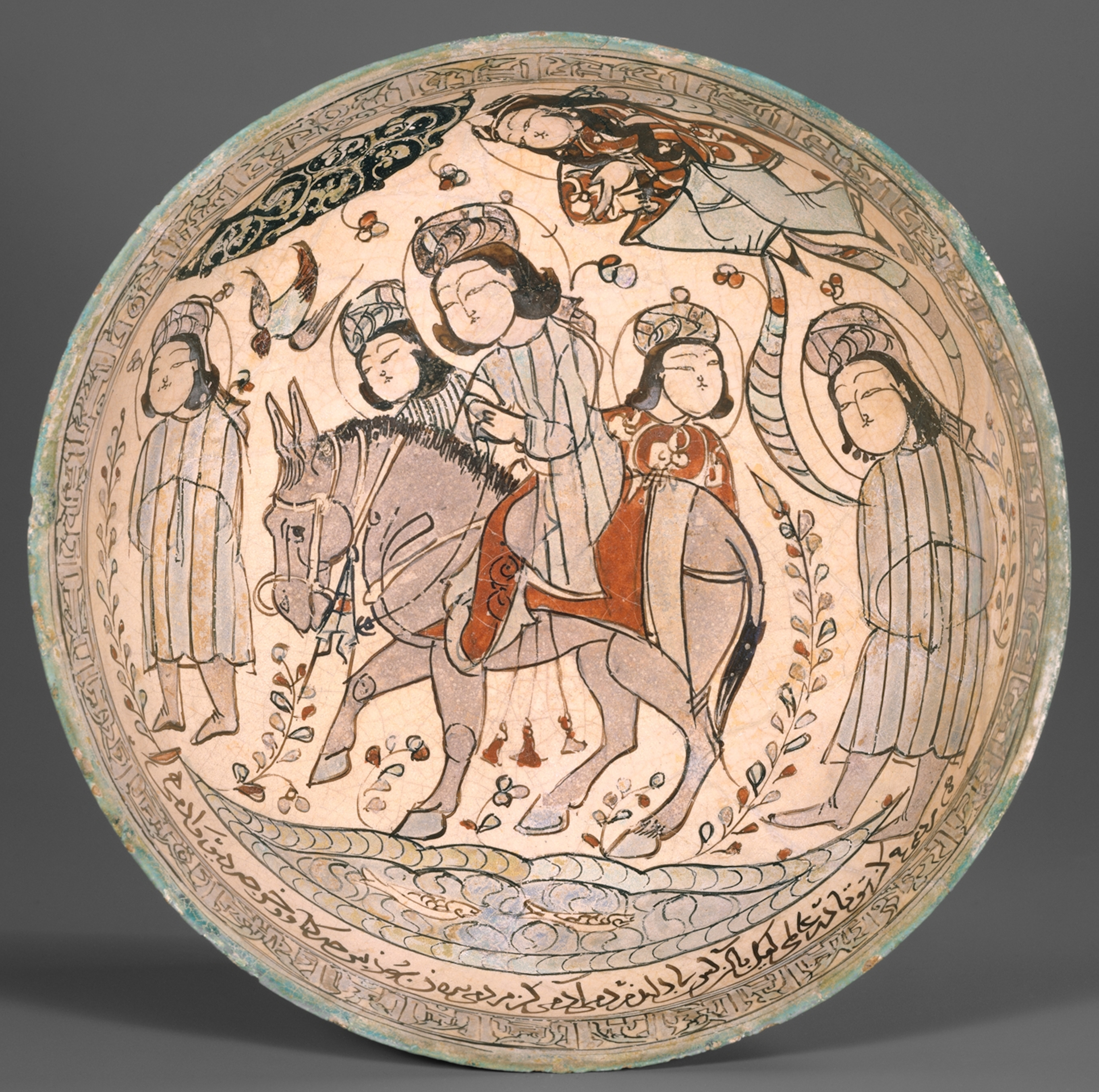
قدیمی‌ترین نمونهٔ کاسهٔ مینایی به رقم ابوزید کاشانی به تاریخ اوایل محرم ۵۸۳ قمری (۱۱۸۷ میلادی)، واپسین سال‌های دودمان سلجوق، ایران.
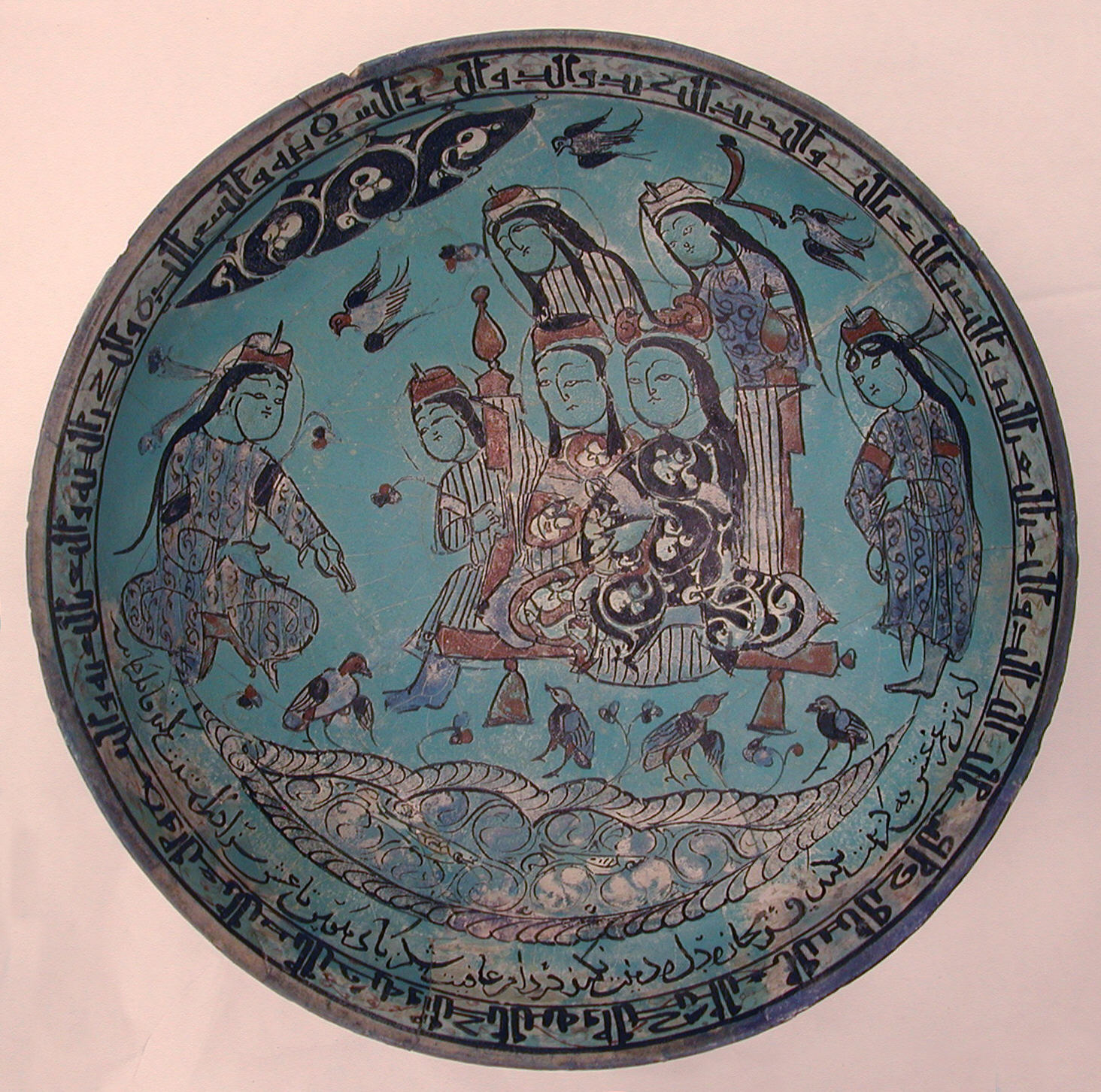
کاسهٔ پلی‌کروم با تصویری از صحنهٔ یک مجلس کنار حوض، به رقم ابوزید کاشانی به تاریخ ۴ محرم ۵۸۲ (۱۱۸۷ میلادی).
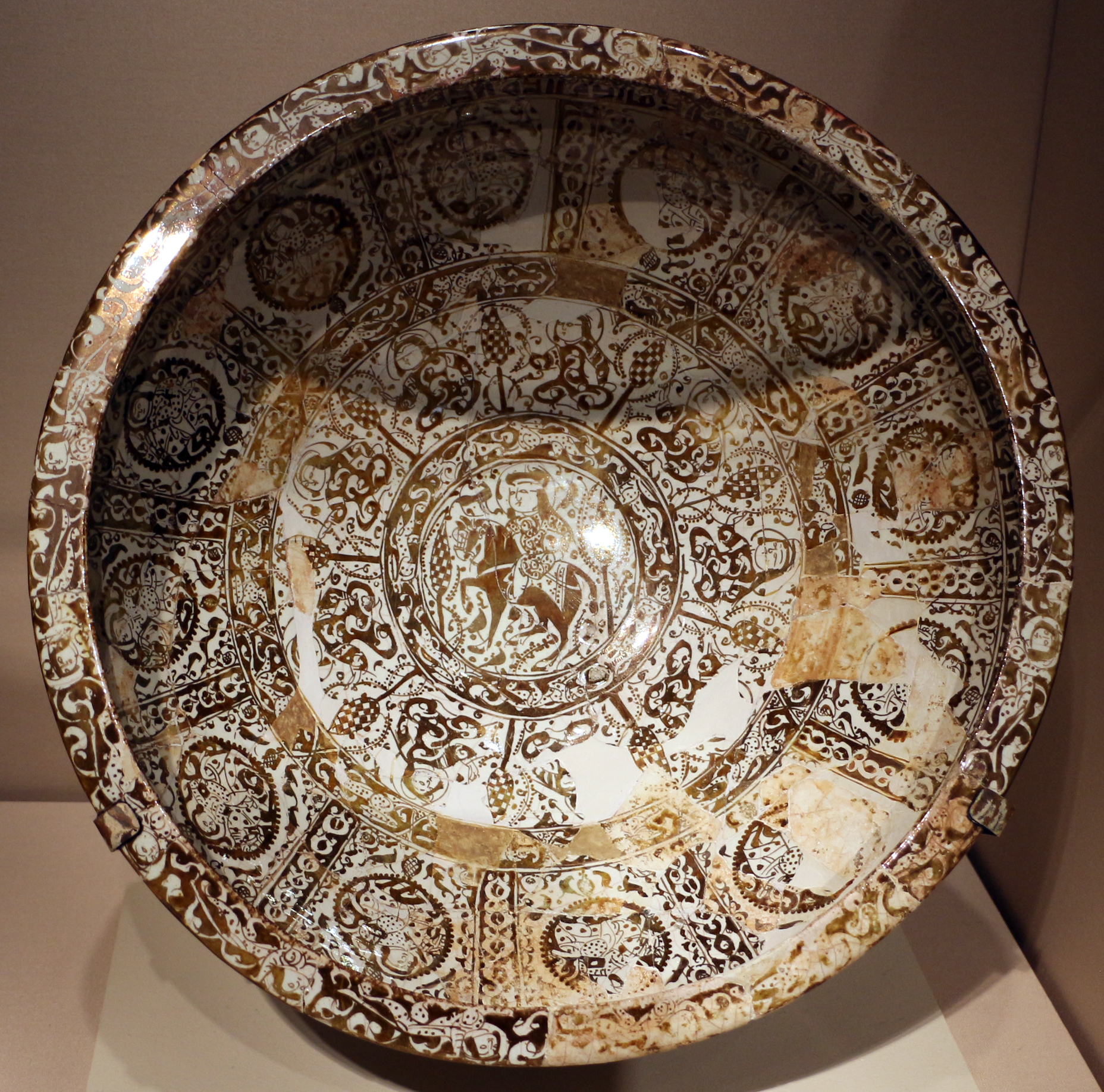
لگن بزرگ لعاب‌دار به رقم ابوزید کاشانی به تاریخ صفر ۵۸۷ قمری (۱۱۹۱ میلادی)، کاشان، ایران.
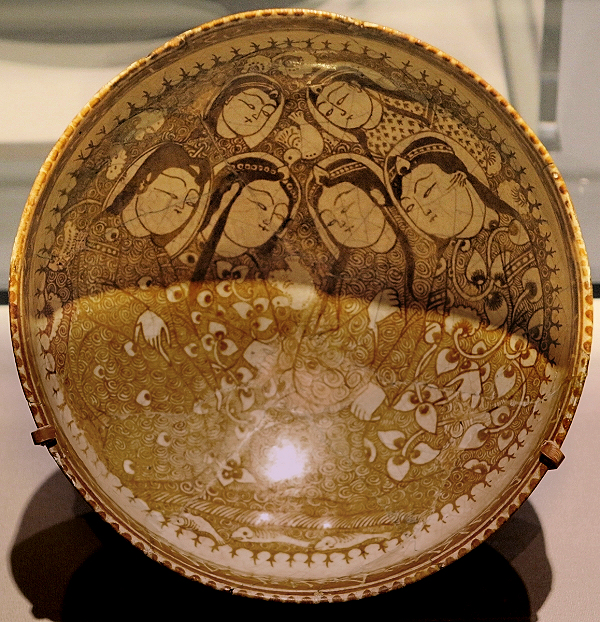
کاسه منقش به شخصیت‌هایی نشسته کنار یک حوض، ایران ۱۲-۱۲۱۱ میلادی، به رقم ابوزید، موزهٔ اشمولین.
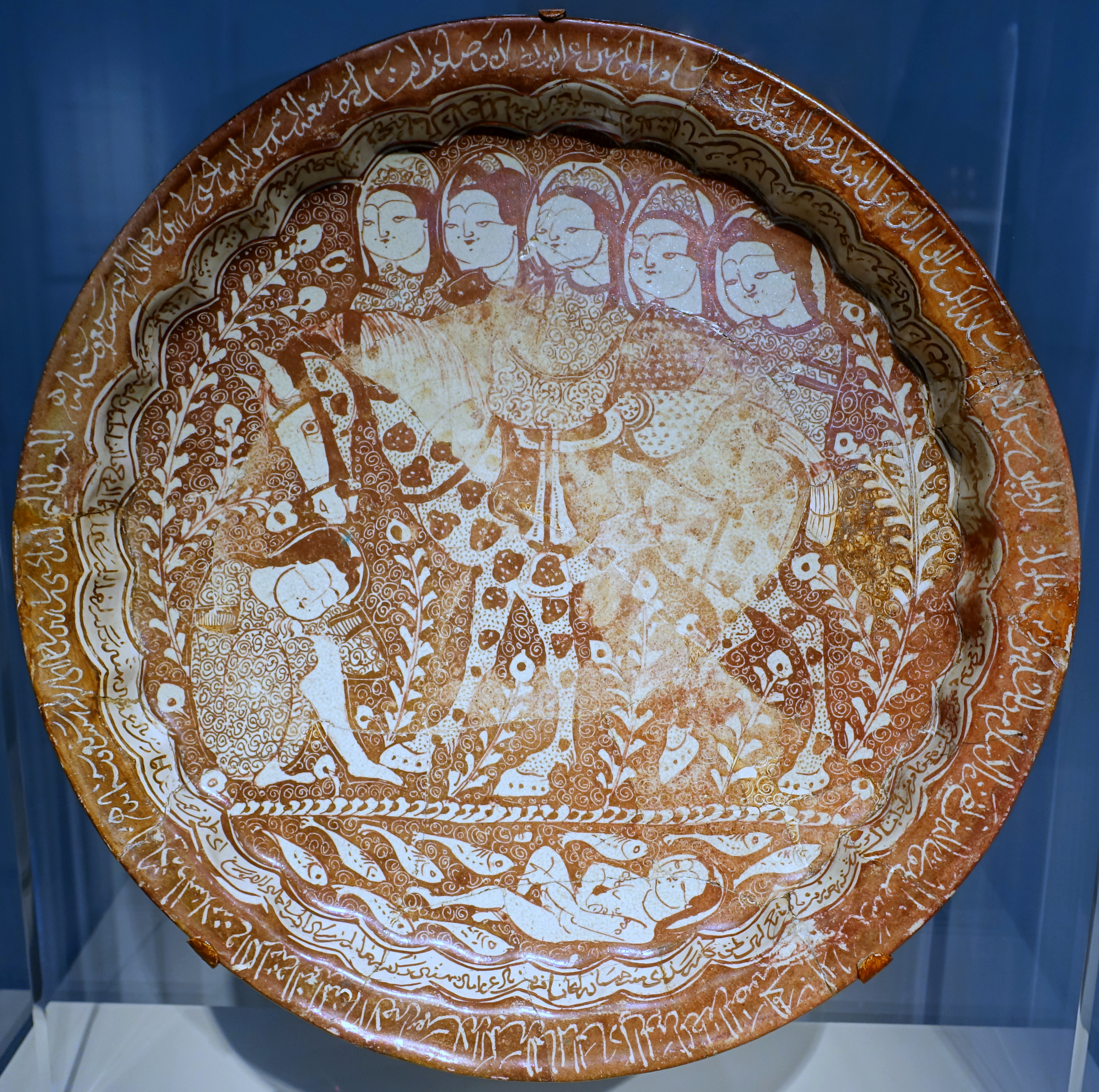
بشقاب لعاب‌دار به قلم ابوزید کاشانی در دسامبر ۱۲۱۰ میلادی (۶۰۷ قمری)، دورهٔ خاندان خوارزمشاهیان. نگارخانه هنر فریر.

## خوانش بیشتر
- "A Brief Biography of Abu Zayd" by Sheila Blair, Frontiers of Islamic Art and Architecture: Essays in Celebration of Oleg Grabar's Eightieth Birthday, Volume 25 of مقرنس: an annual on islamic art and architecture, 2008, BRILL, eds. Gülru Neci̇poğlu, Julia Bailey, شابک ‎۹۰۰۴۱۷۳۲۷۷, ۹۷۸۹۰۰۴۱۷۳۲۷۹
- Canby, Sheila, pp. 114-115, in Freestone, Ian, Gaimster, David R. M. (eds), Pottery in the Making: World Ceramic Traditions, 1997, British Museum Publications, شابک ‎۰۷۱۴۱۱۷۸۲X